# Экспериментатор (фильм)
«Экспериментатор» (англ. Experimenter) — американский биографический фильм режиссёра Майкла Алмерейда, вышедший в прокат США 16 октября 2015 года.

## Сюжет
В 1961 году известный психолог Стэнли Милгрэм проводит психологический эксперимент, в ходе которого пытается выяснить, насколько большие страдания люди могут причинить другим, если это входит в их обязанности.

## В ролях
- Питер Сарсгаард — Стэнли Милгрэм
- Вайнона Райдер — Александра Милгрэм
- Эдоардо Баллерини — Пол Холландер
- Джим Гэффиган — Джеймс Макдонах
- Тэрин Мэннинг — миссис Лоу
- Энтони Эдвардс — Миллер
- Нед Айзенберг — Соломон Аш
- Лори Сингер — Флорнес Аш
- Келлан Латс — Уильям Шетнер
- Деннис Хейсбёрт — Осси Дэвис
- Джон Легуизамо — портной
- Антон Ельчин — электрик
- Мамуду Ати — кричащий мужчина

## Восприятие
Фильм получил высокие отзывы мировой кинопрессы. На сайте Rotten Tomatoes фильм получил рейтинг 90 % на основе 51 рецензии со средним баллом 7,3 из 10.